# Hermodoros von Salamis
Hermodoros von Salamis war ein aus Salamis auf Zypern stammender griechischer Architekt der hellenistischen Zeit, nach Mitte des 2. Jahrhunderts v. Chr. in Rom. Dort arbeitete er von 146 bis 102 v. Chr. Zu seinen beachteten Leistungen zählt die Einführung des Marmortempelbaus in Rom. Verpflichtet den Architekturformen der Ionischen Ordnung, entwickelte er diese fort und adaptierte gleichzeitig die Tradition des italischen Tempelbaus. Von seinen Bauten ist keiner erhalten.
Auf Hermodoros ging der archäologisch nicht mehr nachweisbare Tempel für Jupiter Stator im südlichen Campus Martius unweit der antiken Rennbahn Circus Flaminius zurück, ein ionischer Peripteros wohl aus pentelischem Marmor. Sein Berufskollege Vitruv notierte, dass der Tempel keine Hinterhalle aufwies. Hermodoros erschuf im südlichen Marsfeld, wohl kurz darauf (etwa 132 v. Chr.), weiterhin den Marstempel (aedes Martis in Circo). Es handelte sich um Siegesbeute.
Für die römische Kriegsflotte am Tiberufer soll Hermodoros zwei Schiffshäuser errichtet/wiederaufgebaut (?) haben. Davon berichtet Cicero im Rahmen der Auseinandersetzung mit Kunstfertigkeiten in De oratore. 1890 konnte unter dem zerstörten Teatro Apollo lediglich ein Molenrest dieser Anlage geborgen werden.
Über weitere Baubeteiligungen bestehen Mutmaßungen.